# Rajca (wieś)
Rajca lub Rajce (biał. Райца) – agromiasteczko na Białorusi w rejonie korelickim obwodu grodzieńskiego.
Siedziba dwóch parafii prawosławnych (w dekanacie korelickim) – pw. św. Barbary i pw. Przemienienia Pańskiego.
Wieś w XIX wieku należała do brata ukochanej przez Adama Mickiewicza Maryli – Józefa Wereszczaki.

## Zabytki
- cerkiew św. Barbary, 1817;
- Dwór Puttkamerów, XVIII-XIX w. otoczony parkiem o powierzchni 4 ha. Dwór zbudowano w końcu XVIII wieku z inicjatywy  Dunin-Rajeckich herbu Łabędź. Budynek dworski był skromny parterowy, dziewięcioosiowy, z otynkowanymi ścianami, pokryty dwuspadowym, gontowym dachem. Na środku elewacji frontowej zbudowano ganek, w którym dwie pary kolumn toskańskich podpierały trójkątny szczyt ozdobiony rodowym herbem. Z drugiej strony dworu dostawiono pod kątem prostym trójosiową przybudówkę, również pokrytą dachem dwuspadowym. W na przełomie XIX i XX stulecia do Rajcy przyjeżdżał malarz Julian Fałat zwabiony pięknymi krajobrazami. W 1897 roku majątek kupił Wawrzyniec Puttkamer. Ogrzewanie dworu zapewniały piece z białych kafli i dwa kominki znajdujące się w jadalni i salonie. Kuchnia mieściła się w oddzielnym budynku, w starej drewnianej oficynie usytuowanej w pobliżu bramy wjazdowej. Krajobrazowy charakter parkowi nadał Franciszek Wereszczaka w drugiej połowie XIX wieku. Kolejny właściciel Adam Żółtowski w 1929 roku przekazał zakonowi pallotynów, a Ci z powodu braku środków na remont przekazali go pallotynkom, które mieszkały w nim do września 1939 roku. Po zajęciu Rajcy przez Rosjan we wrześniu 1939 roku umieszczono we dworze szpital polowy, zlikwidowany przed wejściem wojsk niemieckich. Wówczas jeszcze na krótko wróciły siostry pallotynki, usunięte ostatecznie przez wojsko niemieckie w 1943 roku. Po wojnie we dworze mieściła się przez wiele lat przychodnia lekarska - szpitalik dla okolicznych mieszkańców. W 2010 roku dawny dwór Dunin-Rajeckich, Wereszczaków, Puttkamerów i Żółtowskich znalazł się w prywatnych rękach. Jego właścicielką została profesor kulturoznawstwa Wiera Sołdatowa[3].
- słup z herbem Rajeckich "Łabędź", XVIII w. w parku przy dworze;
- plebania, XIX w.

## Galeria

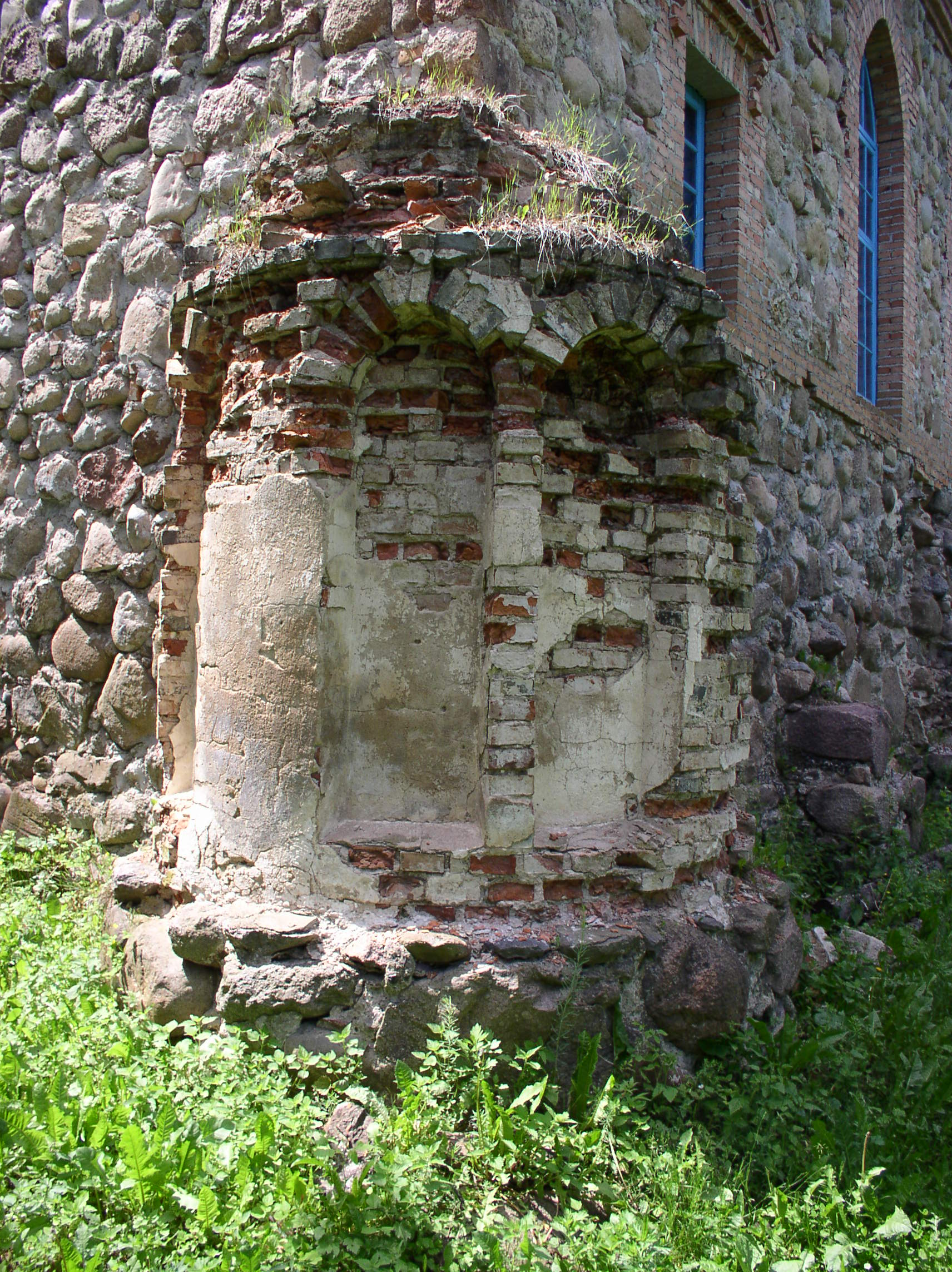
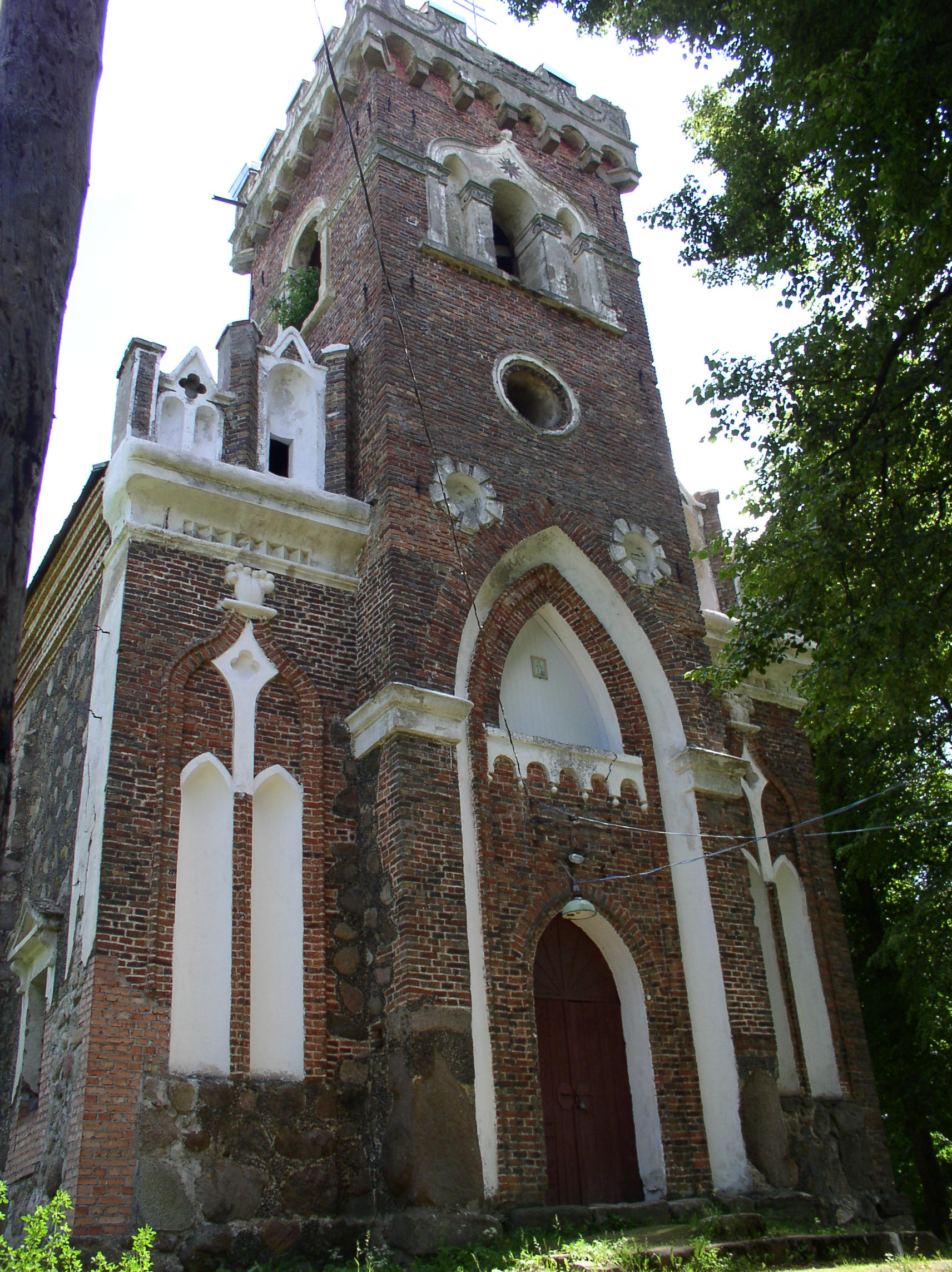
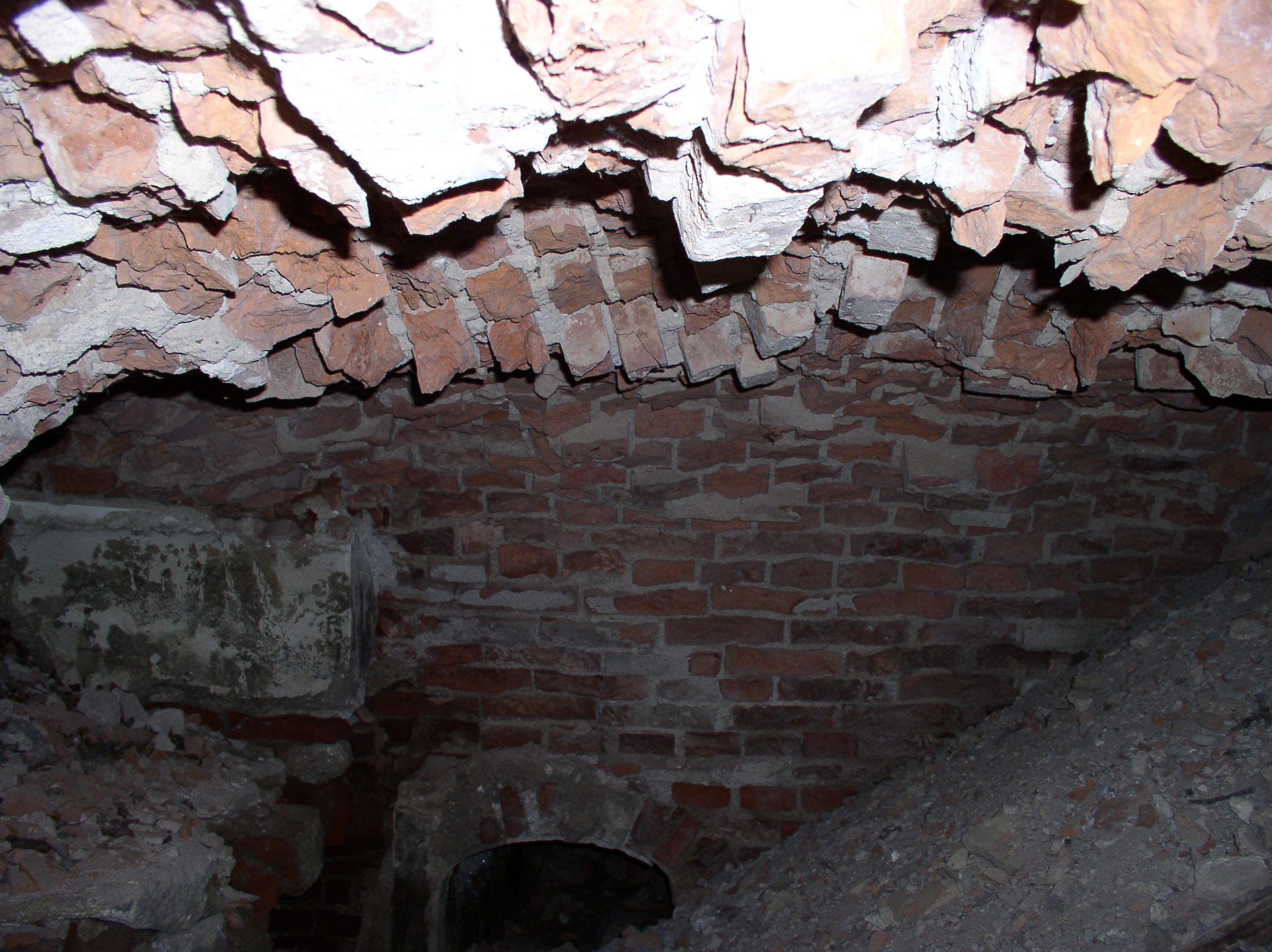
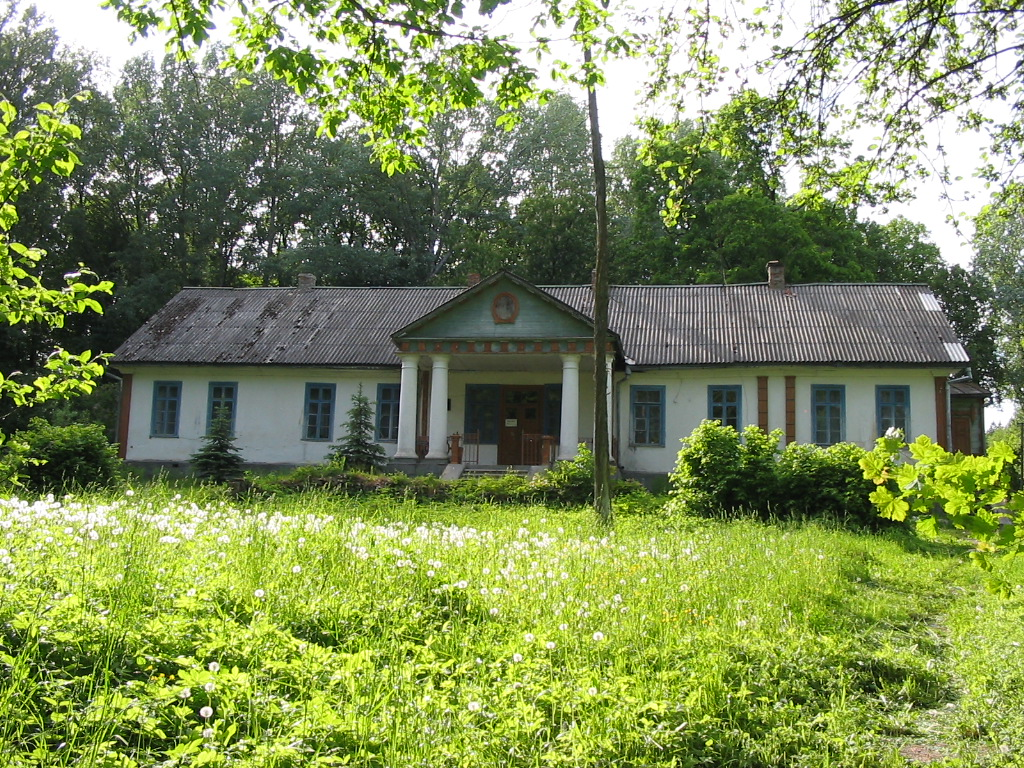